# Cihuri
Cihuri is een gemeente in de Spaanse provincie en regio La Rioja met een oppervlakte van 9,76 km². Cihuri telt 207 inwoners (1 januari 2016).

## Demografische ontwikkeling
Bron: INE, 1857-2011: volkstellingen